# 魂萌え!
『魂萌え!』（たまもえ）は、桐野夏生の小説、またそれを原作とした映像化作品。2004年に『毎日新聞』で連載。2005年に刊行され、第5回婦人公論文芸賞を受賞した。
テレビドラマ版は2006年10月21日から11月4日まで、NHK総合テレビの「土曜ドラマ」枠で3回にわたり放送された。また、女優の高畑淳子にとっては初のテレビドラマ主演作である。同番組は2007年10月23日に、第24回ATP賞テレビグランプリ2007のドラマ部門最優秀賞を受賞した。
映画版は、2006年10月に開催された第19回東京国際映画祭のコンペティション部門に出品。日本での商業公開は2007年1月27日。

## あらすじ
関口敏子は、夫・隆之が心臓発作で急逝した後、夫の愛人の存在や2人の子供の生活の事などを知る。彼女は、それらの問題に翻弄されながらも前向きに生きていく。

## テレビドラマ

### キャスト（テレビドラマ）
- 関口敏子：高畑淳子[4]
- 関口彰之：山本太郎
- 関口美保：酒井美紀
- マモル：杉浦太陽
- 関口由佳里：猫背椿
- 山田栄子：小柳ルミ子
- 江守和世：仁科亜季子
- 西崎美奈子：木野花
- 塚本：村井国夫
- 野田：宇梶剛士
- 関口隆之：大和田伸也
- 伊藤昭子：高橋惠子

### スタッフ（テレビドラマ）
- 原作：桐野夏生
- 脚本：斉藤樹実子
- 制作統括：岩谷可奈子、佐野元彦
- 音楽：スパニッシュ・コネクション

### 放送日程
| 各話                                            | サブタイトル | 放送日   | 視聴率 |
| ----------------------------------------------- | ------------ | -------- | ------ |
| 第1話                                           | 混乱         | 10月21日 | 12.1%  |
| 第2話                                           | 水底の光     | 10月28日 | 11.3%  |
| 第3話                                           | 風よ、吹け!  | 11月4日  | 10.0%  |
| 平均視聴率11.1%（ビデオリサーチ調べ・関東地区） |              |          |        |

### 作品の評価
- 第24回ATP賞ドラマ部門最優秀賞[5]
- 第33回放送文化基金賞[6]
  - テレビドラマ番組賞
  - 出演者賞:高畑淳子

| NHK 土曜ドラマ                                                 | NHK 土曜ドラマ                             | NHK 土曜ドラマ                                                  |
| 前番組                                                         | 番組名                                     | 次番組                                                          |
| -------------------------------------------------------------- | ------------------------------------------ | --------------------------------------------------------------- |
| クライマーズ・ハイ（再放送） （2006年9月30日 - 2006年10月7日） | 魂萌え! （2006年10月21日 - 2006年11月4日） | ウォーカーズ〜迷子の大人たち （2006年11月11日 - 2006年12月2日） |

## 映画

### あらすじ（映画）
還暦を目前に控える主婦・関口敏子は会社勤めの夫・隆之と長女・美保と自宅で暮らし、長男・彰之は家族と共にアメリカで暮らしていた。美保が家を出て恋人と同棲生活を始め、隆之は定年退職を機に趣味でそば打ちを習い始め、敏子は夫婦2人だけの生活をのんびりと過ごしていた。それから3年後の2月9日、隆之は毎週木曜日に通うそば打ちから帰宅した後風呂場で心臓発作を起こし急逝してしまう。
葬儀を終えた敏子は夫を亡くした悲しみが癒えない中、もっと夫の体を気遣うべきだったと自分を責める日々を過ごす。そんな中隆之のケータイに昭子と名乗る女から一本の電話が入り、彼女と夫が何年も前から不倫していた事が発覚。情緒不安定になる敏子だったが、心配した長年の友人3人(美奈子・和世・栄子)からの誘いで皆で集まり学生時代の古い映像を見て一時の安らぎを得る。
しかしその後彰之から同居話と遺産相続の話を持ちかけられ、話を聞いた美保からは反対され身勝手な対応を受ける敏子。彰之からぞんざいに扱われた敏子は激怒して家を飛び出し、街のカプセルホテルに泊まり利用者の老婆との会話から人生教訓を得る。帰宅した敏子は、以前の弱気な自分を捨てて彰之と美保にこれまで抑えていた気持ちを吐き出しケジメをつける。
ある日、夫のそば打ち仲間の誘いで夫を偲ぶ会に参加した敏子は、指定されたそば屋でそばの会のメンバー・塚本と出会い皆でそばを食して夫を偲ぶ。しかしその店は昭子が娘夫婦と経営する店で、店を出た敏子は昭子の娘から隆之が店の開業資金に500万円も出資していたことを聞かされめまいを起こす。近くにいた塚本の提案で敏子の気分を落ち着かせるため、場所を変えて話をしに2人はタクシーで繁華街へ向かう。
ホテルのラウンジバーで会話した敏子は落ち着きを取り戻すが、紳士的な彼に惹かれてその夜妻子ある塚本に体を許してしまう。その日を境に敏子は日を追うごとに身も心も明るくなり、自宅の壁紙や台所用品も変えるなど長年の友人たちもその変化に驚く。しかし塚本との恋も長くは続かず、破局した敏子は深酒をして千鳥足で街の成人映画館に入る。実は以前から映写の仕事に興味を持つも躊躇していた敏子は、酔った勢いでそこにいた映写技師に技術を教えて欲しいと直談判する。
平凡な主婦だった敏子は夫の死から数ヶ月間で積極的に世の中と深く関わり、様々な問題に翻弄されながらも前向きに生きるようになる。数日後、敏子は夫名義のゴルフ場会員権証書の存在を知るが家中を探すが見つからず、昭子が持っていると疑う。後日敏子は昭子の店を訪れ、妻と愛人の関係に終止符を打つため臨時休業の張り紙がされた店の中で2人きりで決着をつける。

### キャスト（映画）
関口敏子
演 - 風吹ジュン
専業主婦。59歳。友人からは「としちゃん」と呼ばれている。自身の子どもたちが共に身勝手な性格で手を焼いているが、自身の優しい性格が災いして2人の意見に流されている。夫の定年後2人だけの夫婦生活をのんびりと過ごしていたが、夫の急死により様々な問題が同時に押し寄せ、情緒不安定の状態となる。本来は朗らかで慎ましい性格で、栄子からは「友人の中で一番当たり障りがない人柄」と評されている。趣味は映画鑑賞や自身の学生時代のフィルム映像を見ること。
伊藤昭子（あきこ）
演 - 三田佳子
隆之の十年来の愛人で熟年女性。隆之のケータイには、「伊藤」と苗字だけで登録されている。隆之の会社の社員食堂の栄養士として30年働いており、本人曰く「隆之と同期」とのこと。自身の退職後は、娘夫婦とそば屋『阿武隈』を営んでいる。愛人という立場ながら生前隆之の心臓が丈夫でないことに気遣いを見せていた。敏子に対しては、余裕の態度を見せるが内心「本妻の敏子が羨ましい」と思っている。

#### 関口家
関口隆之
演 - 寺尾聰
敏子の夫。享年63歳。以前は会社員で、3年後に心臓発作により急死。趣味は定年後に始めたそば打ちで、毎週木曜日に今井の所に習い行っていた。今井によると「荒っぽいけど男らしいそばの打ち方をしていた」と評されている。敏子たち家族の前では真面目で大人しい性格だったが、小久保によると「よく喋る人で『そば』を用いたシャレを言うような人だった」とされる。昭子から「たかさん」と呼ばれていた。
関口美保
演 - 常盤貴子
関口家の長女。フリーターで、同じくフリーターの恋人がいる。隆之の定年直後に恋人と同棲生活を始めるが、2人とも生活が不安定な状態で結婚に踏み切れずにいる。自分勝手な性格の彰之に不満を持っているが、程度は違うものの自身も似たような性格である。家を出た後も実家の合鍵を持っていて好きな時に出入りしている。
関口彰之（あきゆき）
演 - 田中哲司
関口家の長男。家族と共にアメリカで暮らし、古着の卸売業の商売をしているが経営状態はあまり良くない。独りよがりで強引な性格で大事な話も事後報告が多く、結婚する時も両親に一言も相談せず8年間も実家に連絡を入れていない。フリーター生活を送る美保を見下している。隆之の死後敏子との同居話や遺産相続を一方的に決めようとする。
関口由佳里
演 - 渡辺真起子
彰之の妻。敏子との嫁姑関係は、良くも悪くもなく接している。ちなみに意図的なのかタイミングが合わないのか不明だが自身の父は、敏子とまだ一度も顔を合わせたことがなく隆之の葬儀にも訪れていない。「ダイアン」、「ネイサン」と名付けた幼い娘と息子がいる。実家は千葉県で運送業を営んでいる。

#### そばの会のメンバー
今井
演 - 左右田一平
そばの会手打ち教室の講師。生前の隆之に週一でそばの打ち方を教えていた。隆之の死後線香をあげに関口家に訪れ、そば打ちで接した隆之について敏子に語る。
塚本
演 - 林隆三
そばの会の会員。65歳。孫はいるが、夫婦関係は冷めており妻からはほとんど相手にされていない状態。隆之を偲ぶ会を開くそば屋として隆之の愛人が経営する店とは知らずに「阿武隈」を提案した人。ロマンス・グレーで落ち着いた雰囲気を持つ男性。
小久保
演 - なぎら健壱
そばの会の会員。56歳で独身。陽気な性格でおしゃべり好き。結婚願望が強く未亡人となった敏子が気になり、何とか親しくなれないかとアプローチする。

#### 敏子の友人3人組
作中では基本的に仲はいいが、3人が集まるといつも和世が余計なことを言って栄子を怒らせ、美奈子がそれをフォローするというパターンになっている。
西崎美奈子
演 - 藤田弓子
敏子の同級生で親友。あだ名は「みなちゃん」。友人の中で一番真面目でしっかり者の性格で面倒見がよく、友人をたしなめたりフォローする役目を自然と担っている。敏子たち仲間4人で学生時代に合唱部に所属しており、作中では当時の映像に合わせて4人で『漕げよマイケル』を歌唱している。
江守和世
演 - 由紀さおり
敏子の同級生で親友。あだ名は「かずちゃん」。冗談を言うのが好きだが時々一言多く言ってしまう性格のせいで相手の機嫌を損ねることがある。住宅街にある自宅を改装して夫婦で飲食店を経営している。
山田栄子
演 - 今陽子
敏子の同級生で親友。あだ名は「えいちゃん」。ロペスカロという外国人の男性歌手のファンで、後援会の理事をしている。おっちょこちょいで都合のいい性格だが敏子の悩みを親身になって相談に乗る。未婚かは不明だが、子どもはおらず「美奈子と和世は夫が健在」と発言している。

#### その他の人々
宮里しげ子（みやさと）
演 - 加藤治子
カプセルホテルの客。自身の半生として「夫婦で事業成功するが保証人になって人生が転落、自殺未遂した直後に記憶喪失になった」等々をドラマティックに話した後「私の話、ためになったでしょ？」と敏子に一万円を要求する。話が上手く胡散臭い雰囲気を持っておりしたたかだが、ある意味たくましい女性。
野田支配人
演 - 豊川悦司
敏子が利用するカプセルホテルの受付業務などを行っている。真面目で礼儀正しく丁寧な口調の男性。実はしげ子の甥で、他に身寄りのない彼女をホテルに住まわせている。
大島法子
演 - 根岸季衣
医療従事者(医師か看護師かは不明)。入院患者の入院保証金が払われていないことに困り、患者の知人である敏子に伝える。
さきこ
カプセルホテル近辺にある映画館で働く映写スタッフの女性。ショートヘアにメガネを掛け、地味な格好をしている。あまり愛想がいい方ではなくぶっきらぼうな口調が特徴。
映写技師の先生
演 - 麿赤兒
さきこが働き出す前に映写技術を教えた師匠。成人映画を上映する映画館で働いている。手に職をつけたいとやって来た敏子に頼まれ、1ヶ月だけの約束で映写の基礎を教える。
他
演 - 水上竜士、中村優子、福岡芳穂、橋本康成、秋山博子、山中聡、三村恭代、関川太郎、吉井有子、飯野芹菜、浅川稚広、三国由奈、あまのまい、畦地愛実、川屋せっちん　ほか

### スタッフ（映画）
- 監督・脚本：阪本順治
- エグゼクティブ・プロデューサー：李鳳宇、河合洋、永野文英
- 音楽：coba
- EDテーマ：ヤドランカ「tamamoe」
- 撮影：大塚亮
- 美術：原田満生
- 録音：橋本文雄
- 音響効果：伊藤進一
- 照明：舘野秀樹
- 編集：深野俊英
- 衣裳：岩崎文男
- タイトル：マリンポスト
- 現像：東京現像所
- スタジオ：日活撮影所
- プロデューサー：椎井友紀子
- 企画・制作・配給：シネカノン
- 製作：シネカノン、ハピネット、朝日放送
- 上映時間：125分

### ロケ地（映画）
- 東京都立川市